# Кафић
Кафић, кафана или кафе (фр. café), установа је  која примарно служи кафу, пића на бази кафе (кафа лате, капућино, еспресо) и у зависности од државе алкохолна пића. Неки кафићи служе и хладна пића као што су ледена кафа и ледени чај, а у континенталној Европи редовно се служе алкохолна пића. Понекад се у њима може наћи и нека храна, попут лаганих грицкалица или пецива.
Кафић је сличан баровима и ресторанима, а могу бити мали бизниси које води власник или велике мултинационалне команије као што је Старбакс. Многи кафићи на Блиском истоку, Западној Азији и имигрантским деловима градова на Западу нуде и наргилу. Осим ових, постоје и специјализовани кафићи попут еспресо барова који се специјализују само за еспресо и пића на основу еспресоа.
Са културне тачке, кафићи служе као центри друштвене интеракције: кафић нуди место да се људи окупљају, разговарају, читају, пишу и забављају индивидуално или у мањој групи. Од увођења вај-фаја, кафићи су постали место где људи долазе да приступе интернету са њихових лаптопова и таблета. Сам кафић може служити као неформални клуб за његове редовне посетиоце.

## Етимологија
Реч кафа у многим европским језицима потиче од италијанске речи caffè, која се први пут појављује као caveé у Венецији 1570. године и настала је од арапске речи qahwa (قهوة). Сам арапски термин qahwa је првобитно означавао врсту вина, али након увођења забране вина у исламу, овим термином се називала кафа. Знање о кафи (биљци, плоду, пићу које се прави од њега) је пренето у Европу због контакта са Турцима, вероватно путем веничанско-османског трговачког споразума.
Реч кафе којом се означава установа која служи кафу и понекад храну је преузета из француског café. Сматра се да је први кафе отворен у Француској 1660.

## Историја
Кафићи су били доста популарни у Меки што је забрињавало имаме који су их посматрали као места где се дешавају политичка окупљања и пије. Због овога су били забрањени муслиманима од 1512. до 1530. године. Након ове забране први кафић је отворен у Дамаску 1530. године, а потом се јављају у бројним другим градовима попут Каира. Османски хроничар Ибрахим Печеви је писао о отварању првог кафића у Истанбулу:
До 962. [односно 1555.] године у високом граду под божјом заштитом, Константинопољу, као и у Османским земљама генерално, кафа и кафићи нису постојали. Око те године, момак зван Хакам из Алепа и Шамс из Дамаска су дошли у град и отворили велике радње у дистрикту званом Тахтакале и почели да служе кафу.
Бројне приче спомињу да се кафа у Истанбулу први пут служила у "Кивином Хану" крајем 15. века, али нема ниједан историјски доказ да се то десило.
У 17. веку француски путник и писац Жан Шардин је оставио опис једне свене из персијског кафића који је посетио:
Људи разговарају, јер се ту вести размењују и где они које политика занима критикују државу слободно и без страха, јер држава не осуђује шта људи говоре. Невине игре ... које су сличне дамама, школицама и шаху се играју. Уз то муле, дервиши и песници на смену причају приче у стиху и прози. Приче мула и дервиша носе моралне поуке, али се не сматра скандалозним не обрати пажња на њих. Нико није приморан да прекине игру или разговор због њих. Мула ће устати у средини и почети да приповеда гласно или дервиш ће ући одједном и изгрдити пред окупљенима сујетан свет и материјална добра. Често се дешава да двоје или троје људи причају у исто време, један на једној страни, други насупрот њему и понекад ће један проповедати, а други причати приче.

### Европа
Током 17. века кафа се први пут појављује у Европи ван Османског царства и новоотворени кафићи широм Европе су постајали све популарнији. Први кафићи су се појавили у Венецији 1629. године, због трговине између Млетачке републике и Османлија. Први кафић у Егнеској је отворен у Оксфорду 1650. године и основао га је јевреј Јакоб. На месту где се налазио тај кафић се данас налази кафе-бар Велики кафе. Један од кафића отворених у то време је и Queen's Lane Coffee House, основан 1654. године, и ради и дан данас. У Лондону се први кафић отвара 1652. године.
Од 1670. до 1685. се појавило доста кафића, а они су постајали све значајнији као институције због тога што су постали познати као места за дебату. До 1675. године је било више од 3.000 кафића у Енглеској.
Први кафић у Паризу је отворен 1672. године, а најстарији који и данас ради је Café Procope отворен 1686. Овај кафић је био поготово популаран током Просветитељаства 18. века: Волтер, Жан Жак Русо и Дени Дидро су често долазили овде да пију кафу, а сматра се да је овај кафић родно место Дидрове Енциклопедије. Бивши јањичар Кара Хамие је у 1667. године отворио први кафић у Букурешту (тадашњем главном граду Влашке) у самом центру града где се данас налази Народна банка Румуније. У Америци је први кафић отворен у Бостуну 1676. године.
Прву кафетерију у Бечу је отворио 1683. године пољски мигрант Јуриј Франц Кулчицки и у његовом кафићу се први пут служила кафа са млеком. Данас у Бечу једна улица носи име по њему и ту се налази његова статуа. Међутим, кафа није била много популарна све до друге половине 18. века. Први регистровани кафић у Бечу је отворио Јерменски трговац Јоханес Теодат 1685. године.
Кафићи су у Великој Британији постала места где су се склапали послови, размењивале новости. Позната компанија Лојдова је настала у Лојдовом кафићу који је водио Едвард Лојд у ком су се окупљали и радили људи који су се бавили осигурањем бродова. До 1739. године било је 551 кафића у Лондону и сваки је окупљао одређену врсту клијената у зависности од послова којим су се бавили или ставова које су имали. Торијевци и виговци су имали кафиће у којима су се окупљали, као и трговци, адвокати, продавци књига, аутори, дендији који су имали своје. Антоан Франсоа Прево бележи о кафићима у Енглеској да су они места „где имаш право да читаш све новине за и против власти“ и „средишта Енглеске слободе“.
Женама је у неким државама било забрањено да улазе у кафиће, али ово није био чест случај у Европи. У Немачкој су жене посећивале кафиће, али им је улаз у кафиће у Енглеској и Француској био забрањен. Забележено је да се Емили ди Шатле облачила као мушкарац да би ушла у кафић у Паризу.
Током 18. века су отворени неки од најстаријирих кафића широм Италије, од којих неки и данас раде: Caffè Florian у Венецији, Antico Caffè Greco у Риму, Caffè Pedrocchi у Падови, Caffè dell'Ussero у Пизи, Caffè Fiorio у Торину. Током Викторијанског периода кафићи су постали места за опуштање без алкохола, алтернатива пабовима у које су људи одлазили да одмарају уз алкохол. У 18. веку кафићи у Даблину су служили као рани читалачки центри и као ране библиотеке у које су људи долазили по књиге.
Током 19. и 20. века, кафићи су били места у којима су се окупљали писацписци и уметникуметници широм Европе.

## Облик
Кафићи могу да имају и башту у којој се може седети, што је поготово често у европским кафићима. Један од основних намена кафића као места за комуникацију и размену информација је поново успостављена током 1990-их и касније због увођења вај-фаја. Ширење кафића по урбаним и руралним местима је ишло параллно са појавом и распростирањем паметних телефона, лаптопова и таблета.

### Азија
На Блиском истоку, кафићи (арап. مقهى maqha; قهوه خانه qahveh-khaneh; тур. kahvehane или kırâthane) су служили као битна места у којима су се окупљали мушкарци. Они су ту долазили да пију кафу (обично арапску) и чај. Уз то су долазили да слушају музику, читају књиге, играју шах или тавлу, а често и да пуше наргилу.
Кафићи се у Египту називају 'ahwah , што је дијалектска верзија قَهْوة qahwah ("кафа") У њима се често служи и чај (shāy), а поготово су популарни биљни чајеви на бази хибискуса (karkadeh или ennab). Овакви кафићи се појављују током 1850-их године и у њих су долазили старији мушкарци. Почетком 20. века постали су значајна места за политичку и друштвену дискусију.
У Индији, култура кафе се тек раширила у последњих 20 година због велики ланаца који су доста популарни у урбаним центрима. У кафићима се често воде и пословни састанци и окупљања са пријатељима.
У Малезији и Сингапору, традиционална места у којима се служи доручак и кафа се зову kopi tiam. Назив је портманто малајске речи за кафу (позајмљене из енглеског) и Мин Нан дијалектске речи за продавницу (店; POJ: tiàm). Обично имају скрону понуду: јаја, тост, џем од кокоса, кафу, чај и мило - чоколадно пиће које је веома популарно у јужној Азији и Аустралији. Сингапур има бројне кафиће и у последњих неколико година је порасла њихова популарност у урбаним центрима. На Филипинима је Старбакс постао поготово популаран међу средњом и вишом класом.
На Тајланду, термин café не означава оно што традиционално људи мисле када се то каже, већ је ноћни ресторан који служи апкохолна пића током извођења комедије на бини. Оваква места су цветала током 1990-их.

### Океанија
У Аустралији, кафић је познат као као café (кафе). Након Другог светског рата бројни италијански мигранти који су долазили у Аустралију су донели машине за еспресо, поготово током 1950-их када се шири популарност овог пића. У последњој деценији се повећала потражња за локалним местима у којима се пржи и сервира кафа, поготово у Сиднеју и Мелбурну.

## Еспресо бар
Еспресо бар је врста кафића који је специализован за напитке који се праве од еспресоа. Настали су у Италији, али су се проширили широм света са разним познатим брендовима попут Старбакса. Типачан еспресо бар има еспресо апарат и витрину у којој се налазе пецива и/или сендвичи. У традиционалном италијанском еспресо бару купци наруче пиће и пију га стојећи, а ако желе да седну и попију га у бару то се додатно наплаћује. У Италији се наплаћује и да се седи у башти, док се у Сједињеним Америчким Државама може седети и радити унутар кафића и у башти бесплатно.
У традиионалном еспресо бару се суже разна пецива и десерти, а и пића као што су кафе латеа, капућина, али и чаја.

## Кафићи у Србији
Зато што је Србија била део Османског царства, на овој територији се отвара први кафић у Европи. У Београду на Дорћолу је током владавине Сулејмана Величанственог отворио први кафић 1521. године. Међутим, нема поузданих података како се звао и где се налазио. Такође, кафана је на Балкану била традиционална институција у коју су људи долазили да пију кафу, међутим временом је термин почео да се користи за установу у којој се пије алкохол, а не кафа.